# Perfection is a Lie
Perfection is a Lie — другий студійний альбом українського гурту The Hardkiss, представлений 7 квітня 2017 року. Платівка стала певним підсумком діяльності гурту протягом 2015—2017 років, адже всі композиції альбому були представлені протягом цього часу як сингли (за винятком outro до композиції «Антарктида»).

## Про альбом
Прем'єра альбому відбулася на хвилях радіостанції NRJ Ukraine. Вокалістка гурту Юлія Саніна неодноразово зазначала, що гурт буде випускати свої роботи як окремі сингли, які з часом музиканти об'єднають під однією обкладинкою; Perfection is a Lie вчергове підтвердив її слова. Креативний продюсер і гітарист The Hardkiss Вал Бебко зазначив:
|  | Ми продовжуємо випускати матеріал синглами, приділяючи максимум уваги кожному новому треку. Але ми не забуваємо і про тих наших слухачів, які люблять "потримати" музику в руках. Ми знову заморочилися і зробили з CD крутий предмет для колекції – його точно повинен мати кожен учасник нашої великої та дружньої The Hardkiss Family. |

Восени 2016 року гурт вирушив у Perfection Tour, підсумком якого стали 5 країн, 35 концертів та 10 тисяч глядачів на двох сольних концертах у Києві. 26 квітня 2017 гурт представив музичне відео на пісню «Антарктида», режисером якого став Ігор Стеколенко.

## Список композицій
| #     | Назва             | Тривалість |
| ----- | ----------------- | ---------- |
| 1.    | «Organ»           | 3:18       |
| 2.    | «Tony, Talk!»     | 3:35       |
| 3.    | «Doctor Thomases» | 4:07       |
| 4.    | «Rain»            | 3:27       |
| 5.    | «Helpless»        | 3:36       |
| 6.    | «Антарктида»      | 3:58       |
| 7.    | «А2»              | 0:38       |
| 8.    | «Perfection»      | 3:55       |
| 9.    | «Closer»          | 3:59       |
| 10.   | «PiBiP»           | 4:15       |
| 11.   | «Hammer»          | 4:07       |
| 12.   | «Altair»          | 4:07       |
| 43:03 |                   |            |